# مدينة ضخمة

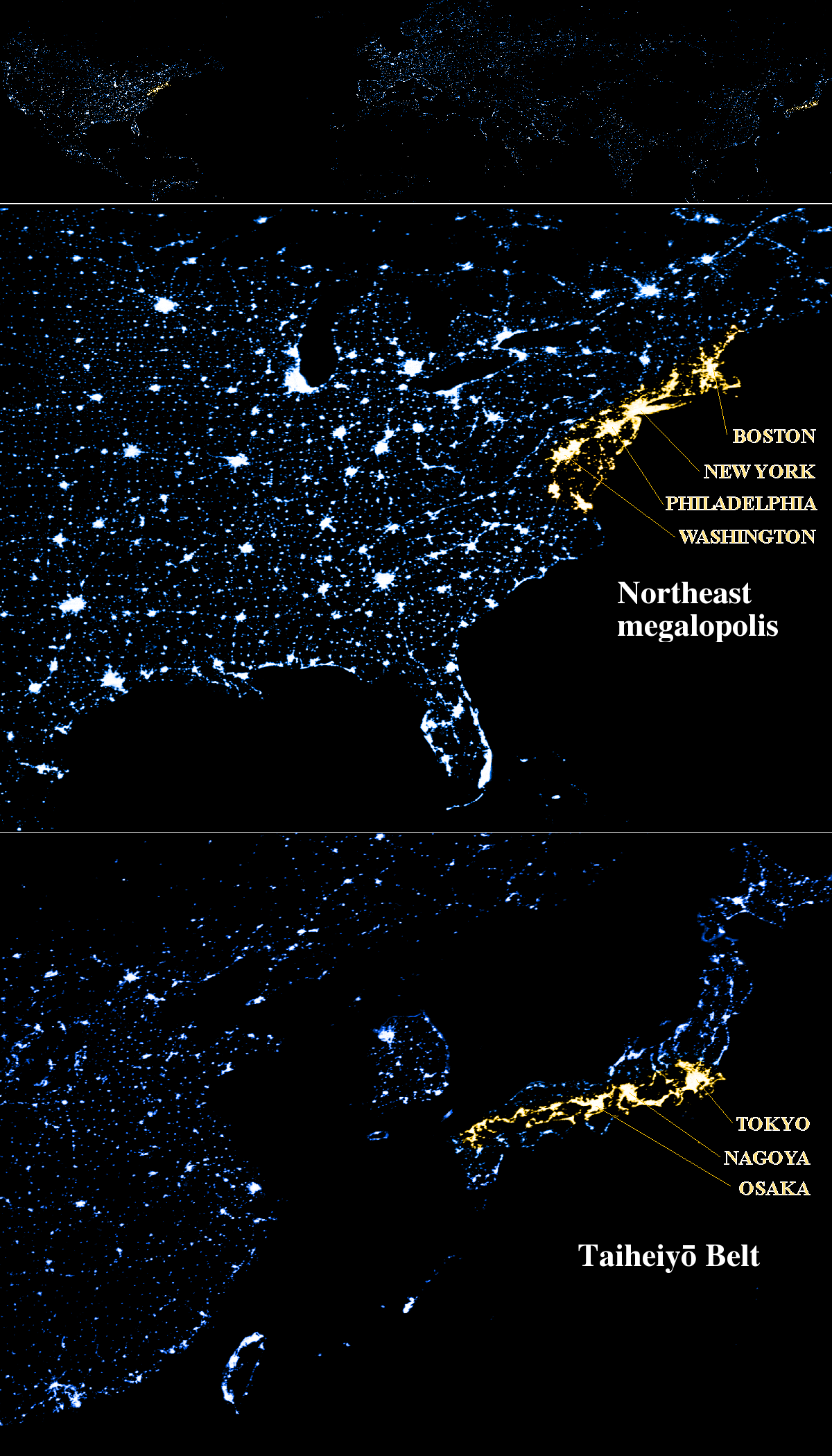
ميغالوبوليس الشمالية الشرقية, Taiheiyō Belt

المدينة الضخمة أو الحاضِرة (بالإنجليزية: megalopolis)‏ وهي تعرف بشكل نموذجي بأنها عبارة عن سلسلة من المدن الكبرى المتجاورة تقريبا. المصطلح استخدم من قبل باتريك جيدس عام 1915 في كتابة «تطور المدن»، ومن قبل أوسفالد شبينغلر عام 1918 في كتابه «انحطاط الغرب»، ومن قبل لويس ممفورد عام 1938 في كتابه «ثقافة المدن» والذي وصفها بأنها المرحلة الأولى في التطوير الحضري المفرط والتدهور والانحطاط الاجتماعي.
ففي دراسة قدمها جين كوتمان (Jean Gottmann)عام 1961 لأنماط التنمية المكانية تبين أن العديد من المدن منذ عهد قريب أصبحت مترابطة مع بعضها البعض على شكل مناطق مدن كبرى أو ميتربوليتان ((Metropolises وكيف يجري الدمج تدريجيا إلى أن تكبر وتصبح أكبر من ذلك بكثير على شكل حاضرة مهولة أو منطقة مدن ضخمة (ميجالوبوليس Megalopolises)؛ إذ تضم قرابة عشرات الملايين من البشر، ولاحظ كوتمان هذا الاتجاه في دراسته عن مناطق المدن الكبرى الشرقية في الولايات المتحدة، والتي تمتد من الشمال في بوسطن (Boston)، ماساشوستس (Massachusetts)، مدينة نيويورك (New York City) عبر فيلادلفيا (Philadelphia)، بالتيمور (Baltimore)، وتنتهي إلى العاصمة واشنطن (Washington, D.C) في الجنوب، وهو ممر هائل (650 كلم) يقطن فيه أكثر من 55 مليون نسمة، ومن ثم دراسة مناطق المدن الكبرى في منطقة البحيرات العظمى في أمريكيا الشمالية، وهناك العديد من الميجالوبوليس في الولايات المتحدة؛ إذ يبلغ عددها 12 ميجابولويس معظمها في طريقه للظهور، ومن أبرزها المركّب الحضري الذي يضم عدد من المدن المتصلة التي تمتد بين شيكاغو (Chicago) وبتسبرج (Pittsburgh) وتعرف هذه المنطقة الحضرية المتصلة بميجابولويس (ChiPitts)(أي اختصار لـ شيكاغو – بيتسبرغ) مع عدد سكان يزيد عن 25 مليون نسمة، وهناك مركّب حضري أخر في ولاية كاليفورنيا إحداها في الشمال والأخر في الجنوب، ومنطقة لوس انجلوس الكبرى التي يبلغ عدد سكانها أكثر من 17,5 مليون نسمة، ومنطقة خليج سان فرانسيسكو بتعداد سكان يبلغ 7,5 مليون نسمة.
وهناك المزيد من الأمثلة؛ ففي المكسيك يصل تعداد سكان مدينة مكسيكو سيتي الكبرى إضافة إلى 60 بلدية نحو 25 مليون نسمة
كما قام جون بابا يونو (John Papaioannou) بدراسة يديرها مركز أثينا لعلوم المستوطنات البشرية أظهرت العثور على هذه الظاهرة في 14 منطقة في جميع أنحاء العالم، وتسير العديد من المناطق في العالم لكي تصبح متروبوليتان (Metropolises) وذلك في غضون بضعة أجيال، حيث سيعيش غالبية سكان الحضر فيها حتى في المناطق الأقل تقدما فإن هذه الظاهرة سوف تحدث؛ إذ من المحتمل ألاّ تندمج المستوطنات على شكل مناطق مدن كبرى (Metropolises)؛ ولكنها ستشكّل العديد من مناطق المدن الكبرى الرئيسية والتي يمكن مقارنتها بالمتروبوليتان (Metropolises) الحالية التي تضم ملايين البشر.
ومن المحتمل أن تتطور ميجالوبوليس في أنحاء متفرقة من العالم أبرزها الميجالوبوليس الأوروبي، والذي يتضمن منطقة لندن الكبرى (Greater London) وسلسلة المدن الكبرى في شمال إنجلترا ومنطقة ميدلاند الإنجليزية (Chain of Northern England and English Midlands) ما يطلق عليه «الموزة الزرقاء» (Blue Banana)، والتي يبلغ عدد سكانها حوالي 110 مليون نسمة.
وتعدّ المنطقة الحضرية الممتدة من بكين (Beijing)عبر سيول (Seoul) إلى طوكيو (Tokyo) (بستو Beseto)، إحدى أكبر الحالات على الميجالوبوليس.
ومن المحتمل في نفس الوقت أن يتطور ميجالوبوليس في البرازيل بين منطقة ساو باولو (São Paulo) ومنطقة ريودي جانيرو (Rio de Janeiro) ومدينة سانتوس (Santos)، وكذلك في جنوب شرق آسيا هناك سهل نهر الجانج (Gangetic) الهندي الذي يمتد بين الهند وباكستان ونيبال وبنغلاديش.